# Dimitra Patapi
Dimitra Patapi (griechisch Δήμητρα Πατάπη, * 3. Februar 1992 auf Rhodos, Griechenland) ist eine griechische Radrennfahrerin, die im Bahnradsport aktiv war. Sie nahm an den UEC-Bahn-Europameisterschaften 2011 in Apeldoorn teil.
Beim Athens Track Grand Prix 2013 wurde sie Erste, sowohl im Keirin, als auch im Sprint.